# Ostium secundum
El ostium secundum (foramen secundum) es el segundo orificio interauricular que se crea durante el proceso de tabicación del corazón. Conforme el septum primum crece en sentido caudal para fusionarse con las almohadillas endocárdicas (cojines endocárdicos) y el ostium primum (foramen primum) se oblitera, al mismo tiempo, en la región craneal del septum primum, cerca del techo de la aurícula, ocurre apoptosis para formar un segundo orificio (foramen secundum) que permita el paso de la sangre mayormente oxigenada de la aurícula derecha hacia la aurícula izquierda. El foramen secundum es el segundo orificio por el que la sangre pasa de la aurícula derecha hacia la izquierda, pues antes debe pasar por el agujero oval (foramen ovale).
De esta manera, durante el periodo fetal, el tabique interatrial va a estar formado realmente por dos tabiques perforados: el septum primum, que estaría perforado por, en primer lugar, el ostium primum, que desaparecería posteriormente, paralelamente a la aparición de un agujero definitivo que será el foramen oval; y el septum secundum, que tampoco delimitaría completamente ambas aurículas o atrios del corazón, pues presenta el llamado ostium secundum, un agujero que se encontraría a diferente altura del foramen oval. El septum primun y secundum van a estar separados por un espacio intermedio, permitiendo así pasar la sangre desde un atrio al otro al atravesar tanto el foramen oval como el ostium secundum.
Al momento del nacimiento, el aumento en la presión en la aurícula izquierda sumado a la disminución de la presión en la aurícula derecha, empuja al septum primum contra el septum secundum obliterando así la comunicación interauricular constituida por el foramen oval y el ostium secundum , ya que al estar ambos agujeros a diferentes alturas, el septum primum obliteraría el espacio dejado por el foramen oval y el septum secundum taparía al ostium.